# Václav Jiří Holický ze Šternberka
Václav Jiří hrabě Holický ze Šternberka (německy Wenzel Georg Holiczky von Sternberg, 1614, Český Šternberk – 1681/1682) byl český šlechtic z rodu Šternberků a představitel rodové linie Holických ze Šternberka. Zastával úřady ve správě Českého království a byl povýšen na hraběte.  Jeho hlavním sídlem byl hrad Český Šternberk, kde inicioval úpravy v barokním stylu.

## Život

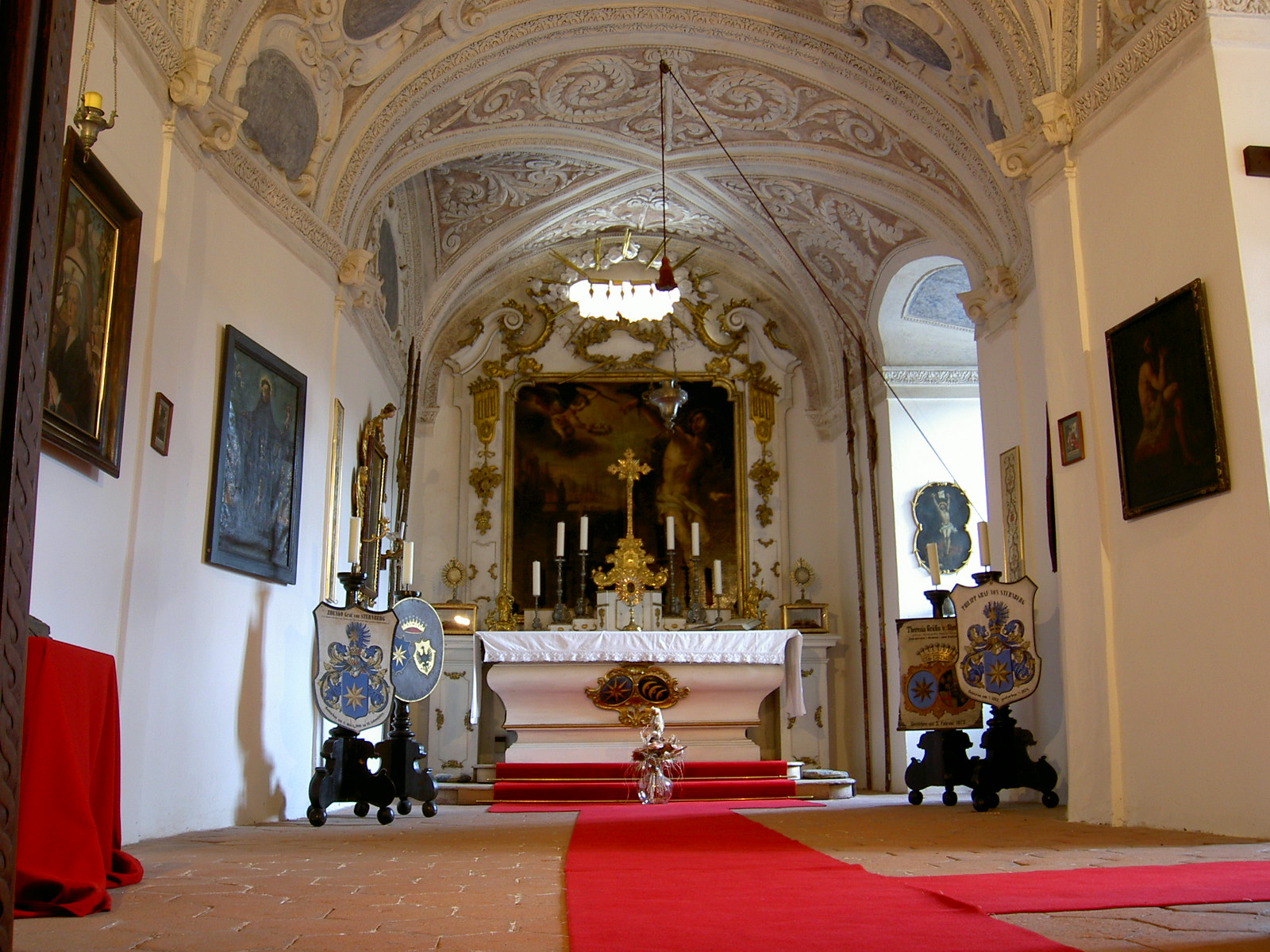
Zámecká kaple sv. Šebestiána na hradě Český Šternberk s oltářním obrazem od Antonína Stevense

Patřil k rodové linii Holických ze Šternberka, narodil se jako jediný syn Oldřicha Holického ze Šternberka (1580?–1618) a jeho manželky hraběnky Magdaleny Alžběty Vrtbové, sestry vlivného představitele pobělohorské éry Sezimy z Vrtby. Po smrti svého prvního manžela v roce 1618 se Magdalena Alžběta ještě dvakrát provdala. Poprvé za Adama ze Šternberka († 1633) a poté za Jaroslava Bořitu z Martinic (1582–1649). Zemřela v roce 1643.

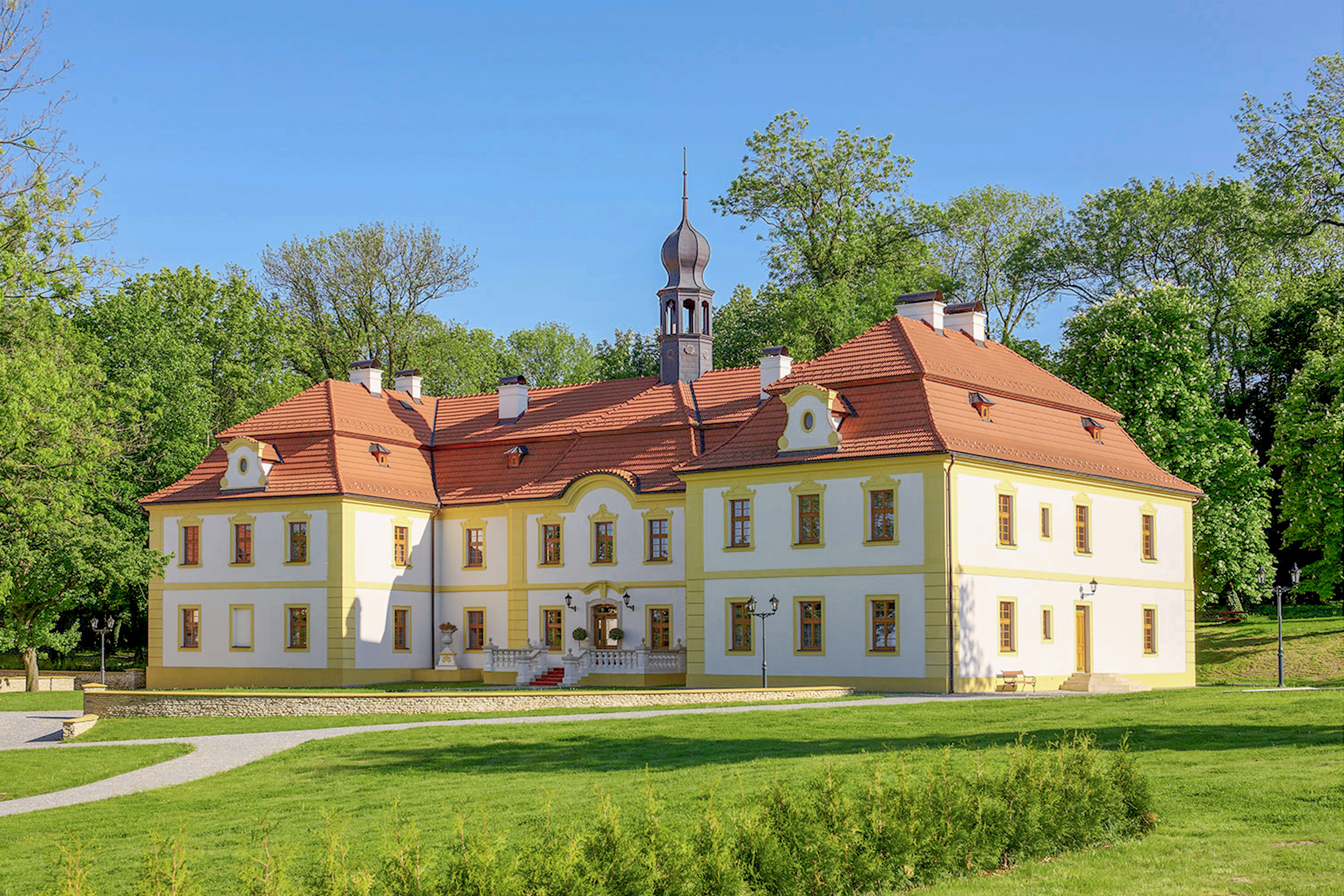
Zámek Radovesnice, venkovské sídlo Holických ze Šternberka

Získal kvalitní vzdělání a mimo jiné se zabýval historií svého rodu. V roce 1637 byl povýšen do říšského hraběcího stavu, v čemž byly zohledněny zásluhy předků, ale také získané rodové vazby na rodiny Vrtbů nebo Martiniců. Hraběcí titul mu byl později v roce 1662 potvrzen pro České království. V roce 1647 byl jmenován císařským komorníkem, v této funkci byl potvrzen v roce 1657 po nástupu Leopolda I. V letech 1648–1649 zastával funkci hejtmana Kouřimského kraje, od roku 1649 byl královským radou a přísedícím zemského soudu. V roce 1654 znovu krátce zastával úřad kouřimského krajského hejtmana.
Byl majitelem několika panství ve středních Čechách, ale z dochované korespondence vydané tiskem v 19. století vyplývá, že se potýkal s četnými finančními problémy způsobené mimo jiné průchody vojsk za třicetileté války. Stěžejní majetkovou základnou bylo panství Český Šternberk, k němuž kromě městeček Český Šternberk a Divišov patřilo 28 vesnic, 10 hospodářských dvorů, rybníky a pivovar. Hlavní rodovou rezidencí byl hrad Český Šternberk, nejstarší rodové sídlo. Zde po roce 1664 přistoupil k rozsáhlým barokním úpravám interiérů. Šlo především o vznik tzv. rytířského sálu a sousední kaple sv. Šebestiána s bohatou malířskou a štukovou výzdobou. Dalším majetkem Václava Jiřího byl statek Trhový Štěpánov, kde po převzetí do osobní správy potvrdil městská privilegia (1637) uznaná v roce 1648 i císařem Ferdinandem. Naopak v Uhlířských Janovicích, které byly majetkem Holických Šternberků od 16. století, zakázala vrchnost užívání městského znaku kvůli účasti obce v stavovském povstání (v roce 1627 ještě za poručnické správy v době nezletilosti Václava Jiřího). Trhový Štěpánov prodal v roce 1664, ale mezitím koupil v roce 1651 statek Radovesnice u Kolína. Na místě zpustlé tvrze tady nechal postavit raně barokní zámek obohacený o zahradu, kde příležitostně pobýval v době stavebních úprav na Českém Šternberku. V roce 1676 ještě přikoupil statek Veltruby, který byl administrativně sloučen s Radovesnicí.

### Manželství a potomstvo
Václav Jiří byl dvakrát ženat. Jeho první manželkou se 29. listopadu 1637 stala hraběnka Voršila Polyxena z Martinic, dcera nejvyššího purkrabího Jaroslava Bořity z Martinic a Marie Eusebie ze Šternberka. Jeho druhou manželkou byla Helena Mulzerová z Rosenthalu, s níž se oženil krátce před smrtí v roce 1681. Z prvního manželství se narodily čtyři děti – dva synové a dvě dcery:
- 1. Jan Václav (1639/1641–1712), poslední potomek linie Holických ze Šternberka, císařský komorník, královský rada, hejtman Kouřimského kraje, I. ∞ Marie Magdalena z Heussenstammu († kolem roku 1704), II. ∞ Marie Ludmila Libštejnští z Kolovrat († 1720)
- 2. Jaroslav František Ignác (1643–1709), biskup v Litoměřicích 1676–1709
- 3. Marie Eleonora Klára (1654–1703) ∞ 1676 Jan Bedřich z Trauttmansdorffu (1619–1696), nejvyšší zemský komorník Českého království[19]
- 4. Barbora, karmelitánka v klášteře bosých karmelitek u svatého Josefa v Praze

Díky své první manželce měl příbuzenské vazby na několik vlivných osobností z rodiny Martiniců, jeho švagry byli bratři Jiří Adam (1602–1651), Bernard Ignác (1603–1685), Ferdinand Benno (1611–1691) a Maxmilián Valentin (1612–1677) hrabata z Martinic. Kontakty udržoval také s dalšími liniemi Šternberků (Václav Vojtěch ze Šternberka).